# سينارة أليفة التنوب
سينارة أليفة التنوب (الاسم العلمي: Cinara piceicola) هي نوع من الحشرات يتبع جنس السينارة من الفصيلة المنية.